# Эт-Тель-эль-Кебир
Эт-Тель-эль-Кебир (араб. التل الكبير‎) — город на севере Египта, расположенный на территории мухафазы Исмаилия.

## История

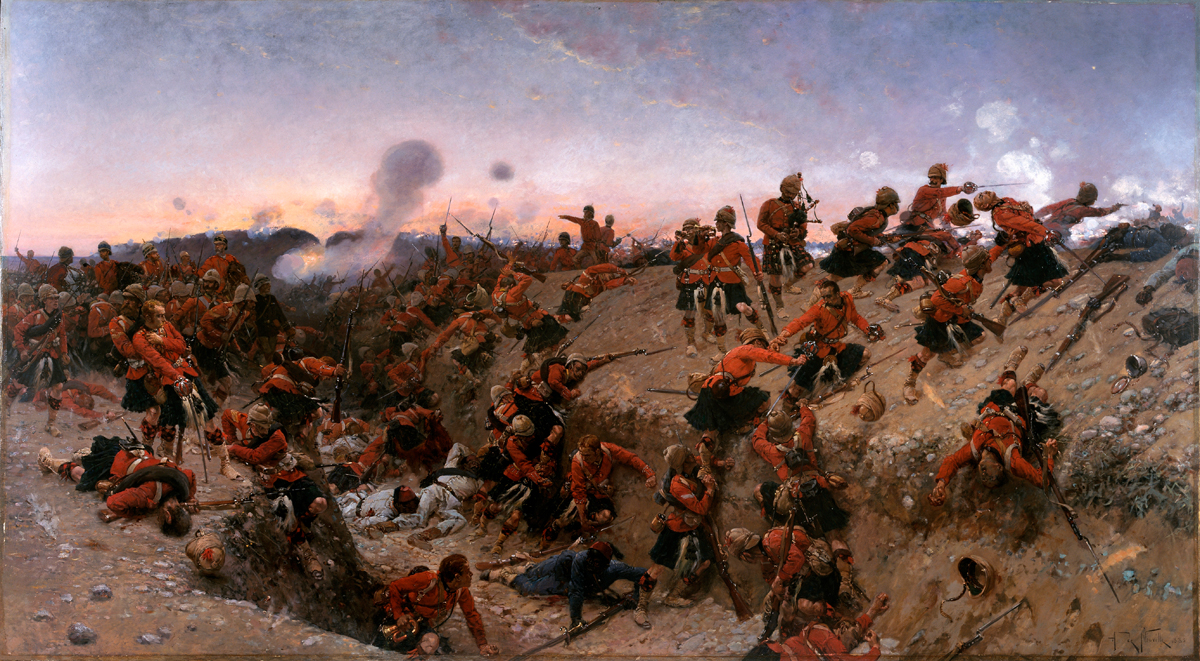
Альфонс де Невиль — Битва при Тель-эль-Кебире

13 сентября 1882 года, в ходе Англо-египетской войны, в окрестностях Эт-Тель-эль-Кебира состоялось сражение между британскими войсками под командованием Гарнета Вулзли и армией египетских повстанцев, возглавляемой Ахмедом Ораби-пашой. Решительная победа англичан открыла им путь на Каир и привела в итоге к капитуляции Правительства Египта, руководимого Ораби-пашой.

## Географическое положение
Город находится на западе мухафазы, в восточной части дельты Нила, к югу от канала Исмаилия, на расстоянии приблизительно 45 километров к западу-юго-западу (WSW) от Исмаилии, административного центра провинции. Абсолютная высота — 29 метров над уровнем моря.

## Демография
По данным переписи 2006 года численность населения Эт-Тель-эль-Кебира составляла 27 000 человек. Динамика численности населения города по годам:
| 1996   | 2006   |
| ------ | ------ |
| 31 410 | 27 000 |

## Транспорт
Ближайший крупный гражданский аэропорт — Международный аэропорт Каира.